# ウロビリノーゲン
ウロビリノーゲン(Urobilinogen)は、ヘムの分解によって生成するビリルビンの還元によって生成される無色の代謝物である。

## 概要
ウロビリノーゲンは、腸内微生物の活動によって腸内でビリルビンが還元されて生成される。ウロビリノーゲンの一部は、腸から体内へ吸収され、腎臓を経て尿から排泄される。この循環を腸肝ウロビリノーゲンサイクルと呼ぶ。ウロビリノーゲンは酸化されると、尿の黄色のもとであるウロビリンに変化する。
ウロビリノーゲンは、抗酸化作用を有し、DPPHラジカル除去作用は他の抗酸化物質（ビタミンE、ビリルビンおよびβ-カロチン）よりも高い値を示した。
腸内に残った大半のウロビリノーゲンは、その両端のピロール環が還元されてステルコビリノーゲンとなり、ステルコビリノーゲンが酸化されて、大便の特有の色のもとである茶色のステルコビリンになる。
ヘムの分解によってビリルビンの量が増えると、腸内でウロビリノーゲンの量が増える。
例えば、急性肝炎のような肝臓病の場合、腸肝ウロビリノーゲンサイクルが抑制される。胆道閉塞ではウロビリノーゲンに変化する抱合型ビリルビンが通常よりも少ない量しか腸内に到達しなくなる。再吸収や排泄にまわされるウロビリノーゲンが限られることで、尿で認められるウロビリンの量は低くなる。体内の大量の水溶性の抱合型ビリルビンは、腎臓から排泄される回路に入る。胆道閉塞の際に尿の色が極端に濃くなり大便の色が薄くなるのはこのメカニズムによるものである。
低濃度尿ウロビリノーゲンは、重度の閉塞性黄疸か腸内細菌叢まで消滅させる広範わたる抗生物質による治療で引き起こされる（腸内でのビリルビンの経路の障害または腸内でのウロビリノーゲン合成の失敗）。低濃度尿ウロビリノーゲンは、先天的酵素による黄疸（高ビリルビン血症）や塩酸アンモニウムやアスコルビン酸などの尿を酸性にする薬剤によっても引き起こされる。
高濃度尿ウロビリノーゲンは、溶血性貧血（過剰な赤血球の破壊）、肝臓の酷使、ウロビリノーゲン産生、再吸収の増加、巨大血腫、肝臓機能の低下、肝炎、薬剤性肝障害、肝硬変などによって引き起こされる。

## 検査
ウロビリノーゲンの尿検査の方法は、エールリッヒ試薬を用いた定性法である。ウロビリノーゲンの尿検査の参考基準値を下に示す。
| 検査結果参考基準値 | 検査結果参考基準値 | 検査結果参考基準値 | 検査結果参考基準値     |
| 測定項目           | 下限値             | 上限値             | 単位                   |
| ------------------ | ------------------ | ------------------ | ---------------------- |
| ウロビリノーゲン   | 0.2                | 1.0                | Ehrlich units or mg/dL |